# Ránquil
Ránquil (del mapudungun: rangkül ‘carrizo’) es una comuna chilena ubicada en la zona central de Chile perteneciente a la provincia de Itata, en la Región de Ñuble. La comuna pertenece al secano costero de la región, denominado Valle del Itata, que recoge el nombre del río Itata.
La comuna originalmente se fundó en la localidad homónima, pero su actual capital es el pueblo de Ñipas, centro del desarrollo social y económico de la comuna.

## Toponimia
La voz «Ránquil» tiene su origen en el idioma mapuche rangkül, que significa «carrizo», una planta gramínea usada como forraje y para hacer techos.

## Historia

### Antecedentes
Los primeros habitantes del sector donde se encuentra la comuna fueron los Picunches, que se caracterizaban por dividirse en grupo de 300 personas. Elegían el cacique con designación hereditaria quien los gobernaba en forma autónoma e independiente de los otros grupos. Uno de los caciques se llamaba Caimaco, quien fue muy amigo y cercano a los españoles

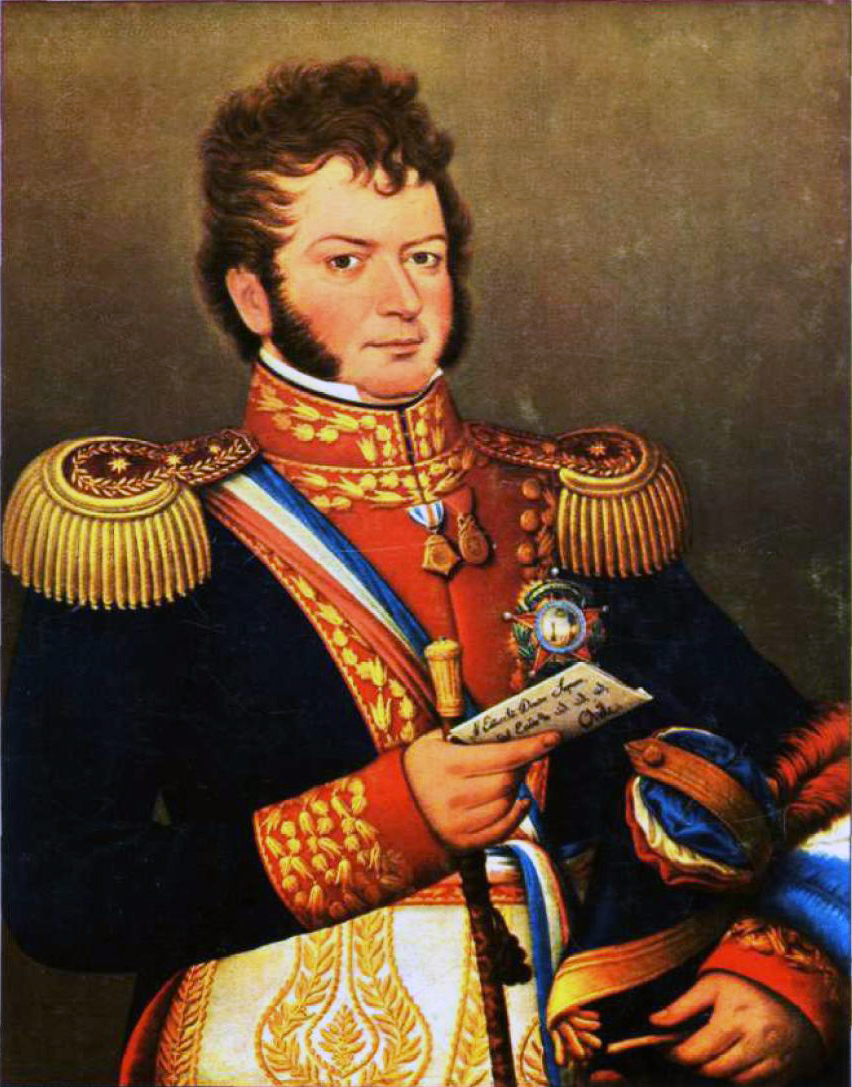
Bernardo O'Higgins lideró en Ránquil el triunfo del Combate de Quilo entre el Ejército Patriota y el Ejército Realista.

### Época Colonial
En 1536 Diego de Almagro dispuso una expedición hasta Magallanes mientras él recorría la región del río Maipo. La expedición estaba al mando de Gómez de Alvarado. En lo que hoy es Ránquil se registra uno de los primeros enfrentamientos entre españoles y mapuches, en la batalla de Reinohuelén, en la confluencia del río Ñuble e Itata. La resistencia de los mapuches obliga a los españoles a retroceder.
El 20 de enero de 1550 Pedro de Valdivia llega al río Itata:[cita requerida]

Informo así mismo de la buena tierra, que es ésta, de su buen temple, fructífero en abundancia, que es menester ser poblada en perpetuidad por nosotros, porque parece tenerla nuestro Dios de su mano y servirse de nosotros en la conquista y perpetuación de ella
15 de octubre de 1550, nota hecha diez días después de haber fundado Concepción.

En 1551 se introdujo la viña en la zona. A estas alturas se nota con mayor fuerza la presencia de los españoles a través del Camino Real. 
Según la Historia de los Jesuitas en Chile de Diego Barros Arana, San Ignacio de Palomares es un pueblo más antiguo que Ránquil. Su nombre se lo habrían dado alrededor del año 1615, cuando la Compañía de Jesús llegó a ser dueña por donaciones de las Haciendas Perales y La Magdalena que sumaban 7.350 hectáreas, más o menos. Siguiendo su tradición, construyeron una Iglesia y a su alrededor se planificó al pueblo, al que bautizaron con el nombre del Santo Creador de la Orden Religiosa, el militar español Ignacio de Loyola. Como se ubicó dentro de la hacienda Perales pasó a ser llamado “San Ignacio de Perales”.
Los orígenes de Ránquil siguen siendo un misterio para la mayoría de sus habitantes, sin embargo, en la comuna hay un esfuerzo latente en preservar y redescubrir la historia de la zona. Según el agricultor Carlos Grüebler:

Los orígenes de la capilla de Ránquil se remontan al período de la conquista española en el sector que hoy ocupan la iglesia católica y la escuela pública, en aquel tiempo se había construido un fuerte español que funcionó hasta principios del siglo 18; entonces, ahí se instaló la primera iglesia que llaman la capilla la primera escuela. Si bien dicen que fue de 1700 y tanto, eso no es cierto, porque en el año 1705 más o menos o 1710 el fuerte ya no existía.

A pesar de ser la razón del nombre de su comuna homónima, no hay testimonios escritos de la fundación de ella. Es probable que su existencia arranque desde antes de 1750, pues se encontró un trozo de madera bastante deteriorada que sirvió en la construcción de la primera capilla católica y en la cual estaba tallada una escritura cuyo significado se pudo descifrar: “año 1777”.

### Época Contemporánea
El 19 de marzo de 1814, en el marco de la guerra de independencia, se lleva a cabo el Combate de Quilo en el territorio de Ránquil, con victoria para el bando patriota comandado por Bernardo O'Higgins.
El 31 de julio de 1902, Ránquil recibe el título de comuna, La municipalidad se estableció el 3 de mayo de 1903 en el lugar donde actualmente se da el nombre al “caserío de Ránquil”, siendo Ramón Benavente su primer alcalde y José Pérez su secretario. Johanne Wilhelmine Emilie Werner Richter, nacida en Osorno el 18 de mayo de 1865, fue designada alcaldesa de Ránquil en 1927 por el presidente Carlos Ibáñez del Campo, cumpliendo esta función hasta 1931, convirtiéndose en la primera mujer chilena en asumir este cargo.
En 1940 se ratifica a Ñipas como capital comunal y así se transforma en la localidad principal de la comuna, tanto administrativa como comercial.

## Medio ambiente

### Geomorfología y componentes abióticos

Trazado simplificado de los ecosistemas y cuerpos de agua presentes en la comuna de Ranquil.

La comuna de Ranquil se encuentra emplazada en las unidades geomorfológicas de Cordillera de la costa, Cuencas graníticas marginales y Llano central fluvio-glacio-volcanico; y presenta según la clasificación climática de Köppen clima mediterráneo de lluvia invernal (Csb). Esta además se halla entre las cuencas hidrográficas de Costeras e Islas entre río Itata y río Biobío y río Itata. Además, la comuna posee diversos cuerpos de agua, entre los que se destacan el río Itata.

### Componentes bióticos
Dentro del territorio de la comuna se pueden hallar los siguientes ecosistemas:
- Bosque caducifolio mediterráneo costero donde predominan Nothofagus obliqua y Gomortega keule (En peligro crítico)
- Bosque esclerófilo psamófilo mediterráneo interior donde predominan Quillaja saponaria y Fabiana imbricata (En peligro crítico)

### Medidas de protección ambiental
Hasta 2022, la comuna de Ranquil cuenta con un área territorial destinada a la protección ambiental:
- Cerro Cayumanque (Sitios Ley 19.300)[14]

### Conflictos socioambientales
Desde principios de esta década, la instalación de una planta de celulosa, y por consiguiente sus actividades industriales, ha traído consigo un deterioro en la calidad de vida de algunas personas, por ejemplo las actividades de producción que incluyen la liberación de gases nauseabundos. Además de esto, en algunas oportunidades se han derramado incidentalmente algunos líquidos peligrosos al cauce del río Itata. Actualmente el problema ambiental mayor, son la los ruidos de alto decibel que emiten los camiones que transportan madera y materia primas hacia la planta de celulosa. El peligroso tránsito de los camiones paleros y las excesivas velocidades a las que circulan ha llevado a las personas a extremar su tránsito aun en las zonas residenciales, por ejemplo Vegas de concha y Paso-Hondo, que actualmente estudian acciones legales en contra de la planta de celulosa pues el mayor porcentaje de camiones que circulan pertenecen a esta planta o prestan servicios para el abastecimiento de madera para sus procesos industriales.
El deterioro en la calidad de vida se refiere al aspecto medioambiental, puesto que en el aspecto económico ha significado que la comuna de Ránquil haya pasado de ser una de las más pobres de Chile a una de las que tiene menos porcentaje de habitantes en calidad de pobreza, de acuerdo a la última encuesta de estratificación social aplicada durante el año 2007.[cita requerida]

## Demografía
La población total de la comuna de Ránquil es de 5755 habitantes según el censo de 2017. La comuna tiene una superficie de 248,3 km² y una densidad poblacional de 23,17 hab/km². La totalidad de la población urbana se encuentra en la localidad de Ñipas, centro administrativo de la comuna.

### Localidades

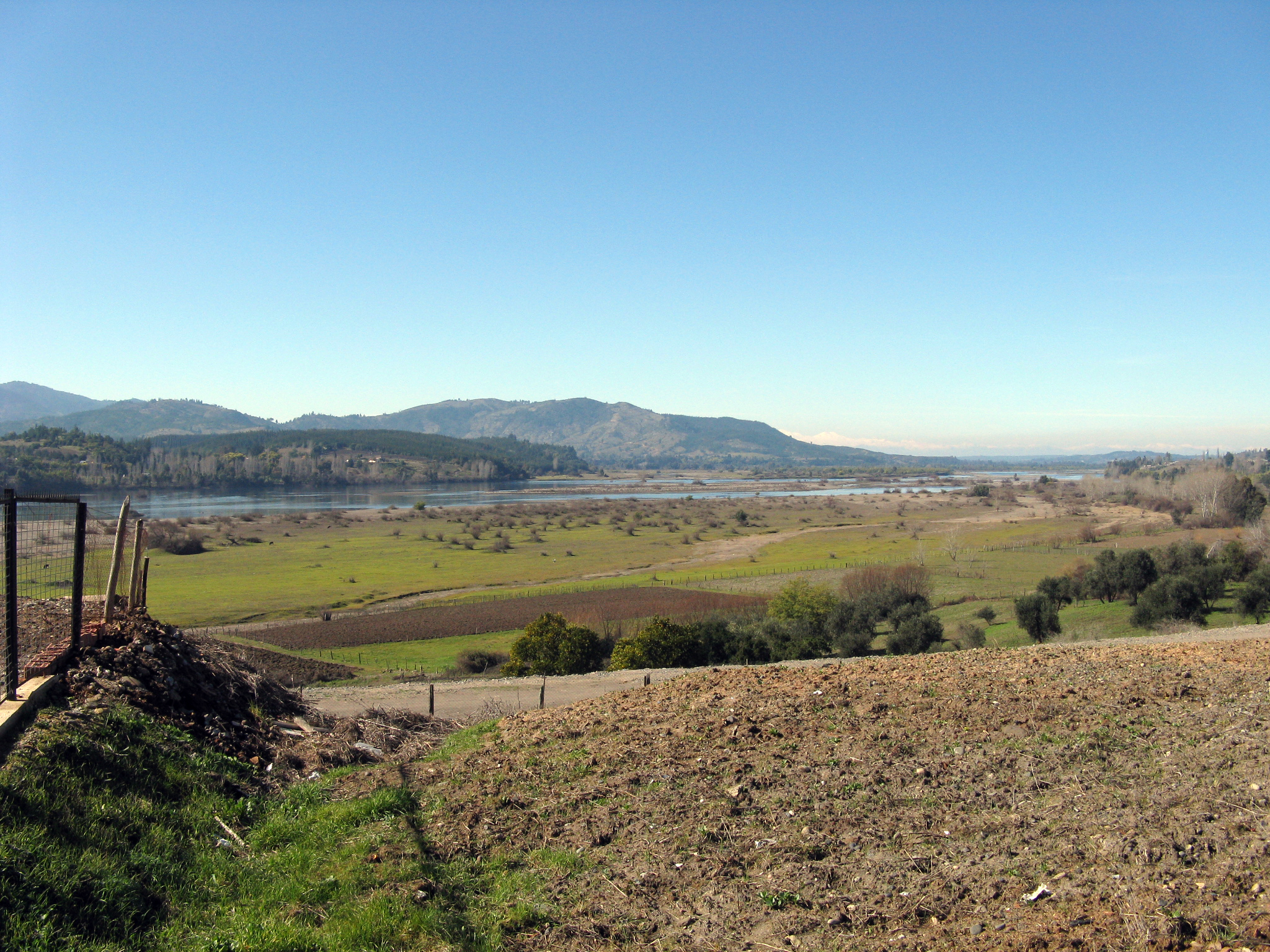
Ñipas y el Río Itata.

Como ya se ha señalado, Ñipas es la capital comunal, pero además se ubican otros sectores como 
- Manzanal: Sector poblado que se ubica a 2 km antes de llegar a Ñipas, por la carretera que va desde Nueva Aldea a Ñipas. Es un sector de paso obligado para los viajeros que llegan a la localidad provenientes de diversos pueblos y sectores cercanos. Aquí nace un camino que cruza el estero Pirihuin y pasa por otros poblados como El Barco, Galpón, Cancha Los Botones hasta llegar al camino que va desde San Ignacio a Coelemu, en las cercanías de Batuco.
- Nueva Aldea: Localidad ubicada cerca de la celulosa con el mismo nombre, cuya población es de 299 habitantes. Se accede por vía Autopista del Itata (Enlace Nueva Aldea), además se ubica el río Itata y el ramal ferroviario hacia la celulosa (ex Concepción - Tomé - Rucapequén)

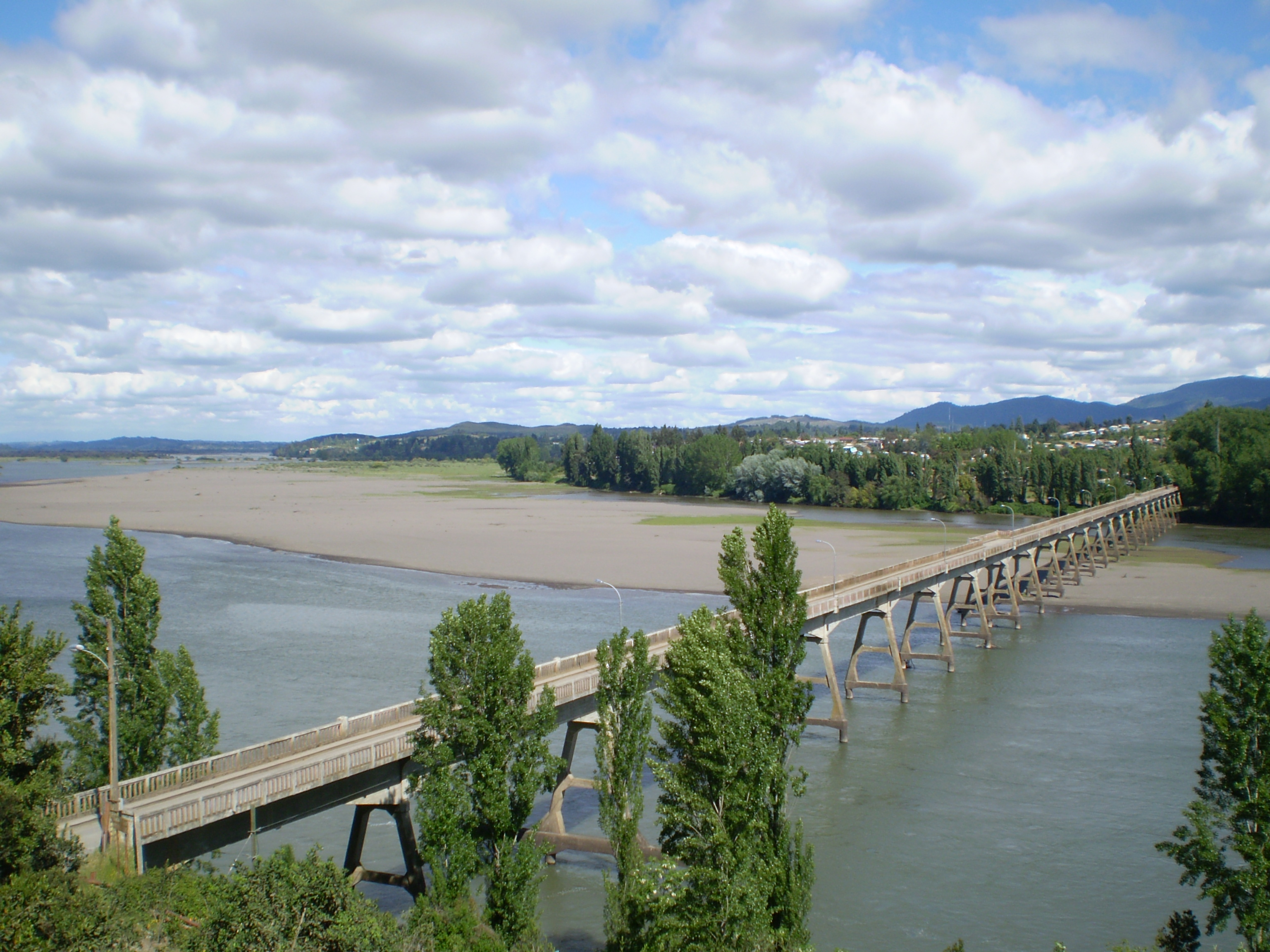
Puente Ñipas sobre el Río Itata

- San Ignacio de Palomares: Localidad rural ubicada a 20 minutos de la localidad de Ñipas, cuya población varía entre los 500 y 1000 habitantes. Su acceso es solo por camino ripio (o camino de tierra), desde Tomé (Rafael), Coelemu y Ñipas. Se ubica una capilla, un estero y una escuela (internado).
- Pueblo Viejo: Localidad rural que era Ñipas antes de ser trasladada a su ubicación actual.
- Batuco: Localidad rural ubicada a continuación de San Ignacio de Palomares partiendo rumbo a Coelemu, casi con la misma población que la localidad anterior. También se accede por camino de tierra, desde San Ignacio y Coelemu.
- Ránquil: Localidad rodeada de fundos, también de carácter rural. Se accede por camino de tierra, hay un acceso hacia este lugar desde San Ignacio.

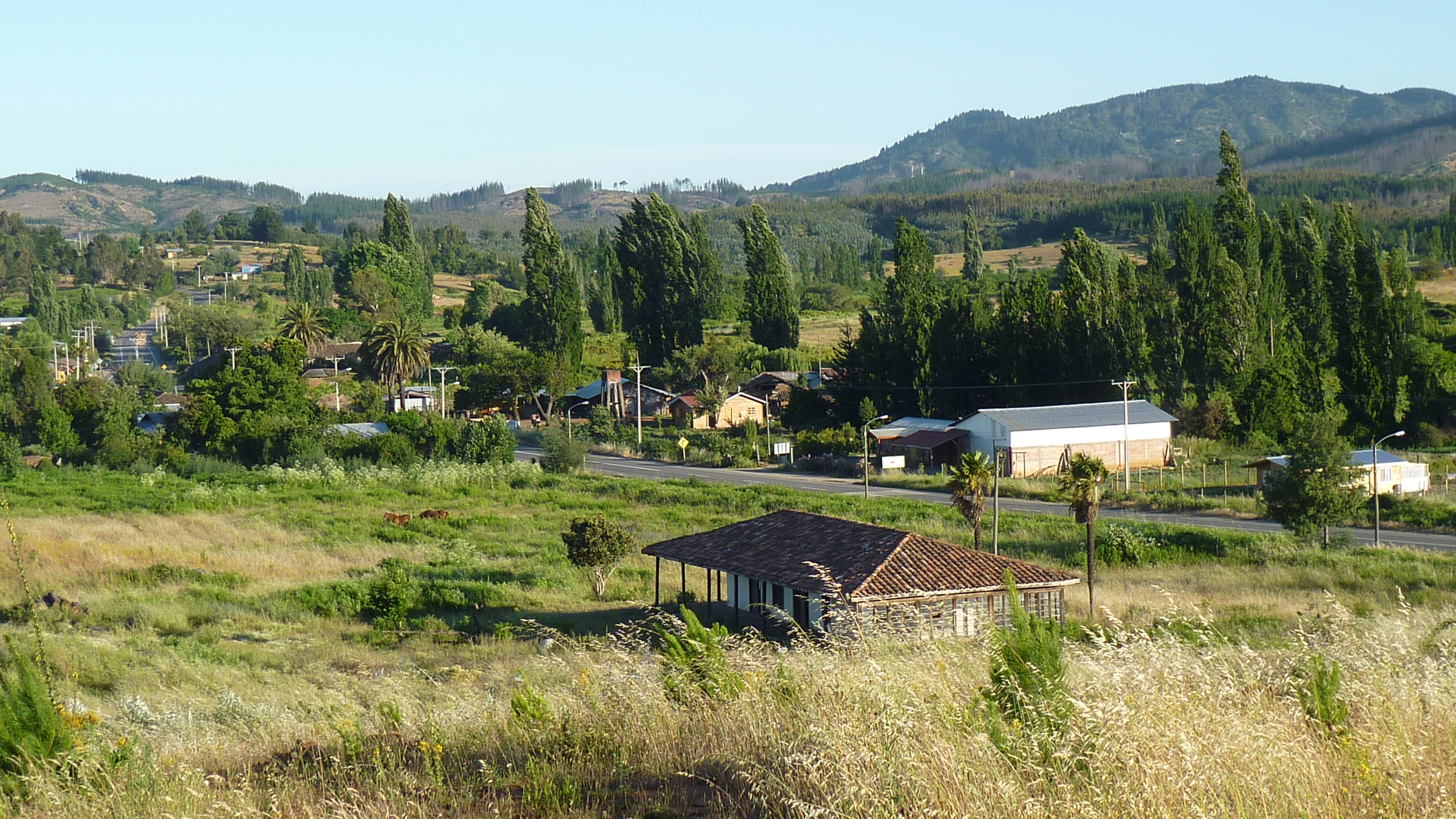
Panorámica de Vegas de Concha.

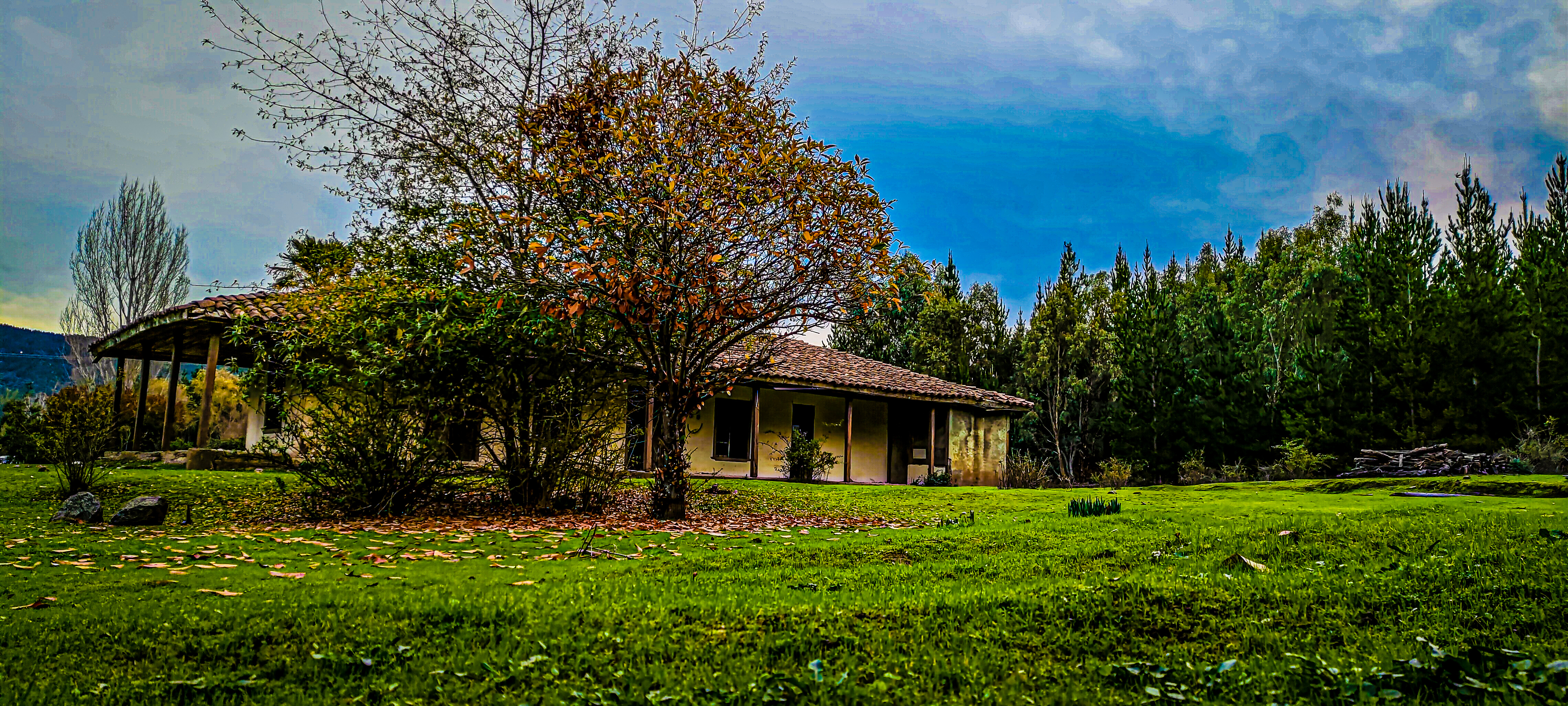
Casa antigua en Vegas de Concha.

- Casa antigua en Vegas de Concha.Vegas de Concha: Localidad rural emplazada a ambos costados de la carretera que une Nueva Aldea con Ñipas. Es un pequeño sector con 84 habitantes que económicamente desarrolla actividades ligadas a la agricultura de subsistencia y un pequeño remanente vitivinícola. En ella se ubica la escuela G-89 Vegas de Concha, una sede social, una procesadora de miel, un restaurante y una mueblería. Los servicios básicos consisten en agua potable, electricidad, telefonía móvil e Internet.[cita requerida]

Localidades con sus respectivos habitantes correspondientes al Censo de 2002:
- Ñipas (1576)
- Agua Buena (42)
- Alto el Huape (13)
- Batuco (154)
- Coleral (24)
- Cruz de San José (29)
- El Barco (120)
- El Centro (186)
- El Laurel (29)
- El Milagro (19)
- El Quilo (67)
- La Concepción (165)
- La Orilla (30)
- Las Margaritas (16)
- Las Rosas (83)
- Manzanal (218)
- Nueva Aldea (299)
- Pueblo Viejo (121)
- Rahuil Bajo (153)
- Ránquil (88)
- Rinconada (65)
- San Ignacio de Palomares (260)
- Uvas Blancas (86)
- Vegas de Concha (84)

## Administración

### Municipalidad
La Municipalidad de Ránquil para el periodo 2021-2024 es dirigida por el alcalde Nicolás Alfonso Torres Ovalle (Renovación Nacional - Chile Vamos) y el concejo municipal conformado por los concejales:
- Daniel Navidad Lagos (IND - Chile Vamos Evópoli - IND)
- Ximena Ivonne Aguilera Puga (IND - Chile Vamos Renovación Nacional - IND)
- Sandro Iván Cartes Fuentes (IND - Chile Vamos UDI - IND)
- Claudio Andrés Rabanal Muñoz (Partido Por la Democracia)
- Felipe Rebolledo Sáez (IND - Unidos Por la Dignidad)
- Leonardo Ignacio Torres Palma (IND - Unidos Por la Dignidad)

### Representación parlamentaria
Ránquil forma parte de la Circunscripción Senatorial XVI y del Distrito Electoral 19. Es representada en la Cámara de Diputados del Congreso Nacional por los siguientes diputados:
- Cristóbal Martínez Ramírez (Unión Demócrata Independiente)
- Marta Pilar Bravo Salinas (Unión Demócrata Independiente)
- Frank Sauerbaum Muñoz (Renovación Nacional)
- Felipe Camaño Cárdenas (IND - PDC)
- Sara Concha Smith (Partido Conservador Cristiano)

En el Senado, la representan:
- Gustavo Adolfo Sanhueza Dueñas (Unión Demócrata Independiente)
- Loreto Carvajal (Partido Por la Democracia)

## Economía
Las principales actividades económicas de la comuna son la agrícola y forestal. En la primera destaca el cultivo de la vid y la producción de vinos. En la segunda la comuna recibió entre los años 2005 y 2006 una inversión de US$ 1400 millones para la construcción del Complejo Forestal e Industrial Nueva Aldea, propiedad de Celulosa Arauco y Constitución, que incluye una planta de celulosa con capacidad para 856 000 t, que está en plena producción a mediados de 2007.
En 2018, la cantidad de empresas registradas en Ránquil fue de 67. El Índice de Complejidad Económica (ECI) en el mismo año fue de -1,01, mientras que las actividades económicas con mayor índice de Ventaja Comparativa Revelada (RCA) fueron Otros Servicios Agrícolas (96,15), Transporte Interurbano de Pasajeros Vía Autobús (87,75) y Destrucción de Plagas, Pulverizaciones, Fumigaciones u Otras (16,59).

## Cultura

### Ranquilinos
La comuna de Ránquil ha dado origen a figuras históricas notables. Entre ellas se encuentra Emilia Werner, quien fue la primera mujer en ejercer como alcaldesa en Sudamérica (1927-1931), marcando un hito en la historia política de la región. También destaca Virginio Arias, reconocido escultor con obras como Monumento al Roto Chileno y El descendimiento de la Cruz.

## Medios de comunicación

### Radioemisoras
FM
- 97.9 MHz - Radio La Voz de Ránquil (Fuera de servicio)
- 107.5 MHz - Radio Perla